# Personeelsbeleid
Personeelsbeleid is een onderdeel van het organisatiebeleid, namelijk het deel dat direct betrekking heeft op het personeel. Personeelsbeleid is het geheel van maatregelen gericht op arbeid dat helpt de organisatiedoelstellingen te verwezenlijken.
Andere gebruikte termen voor personeelsbeleid zijn personeelsmanagement en humanresource(s)management, hoewel de laatste eigenlijk een totaal ander concept is. Ook wordt wel de term personeel- en organisatiebeleid gebruikt.

## Geschiedenis
In de loop der eeuwen heeft personeelsbeleid zich steeds ontwikkeld. Personeelsbeleid wordt met name bepaald door de concrete omstandigheden en vraagstukken waarmee arbeidsorganisaties in een bepaalde periode geconfronteerd worden. De ontwikkeling van personeelsbeleid volgt de politieke, technologische, maatschappelijke en economische ontwikkelingen. In (onder andere) Nederland en België kan de volgende opeenvolging van theorieën en ideeën herkend worden:
1. paternalisme (ca. 1865, pre-industriële revolutie). Deze tijd kenmerkt zich door:
  - de mens is een onmondig wezen dat beschermd dient te worden;
  - weinig oog voor sociale aspecten;
  - werknemer krijgt geen eigen verantwoordelijkheden;
  - werkgever waakt over zijn werknemer door middel van woningbouw, sociale- en geneeskundige zorg;
  - werknemer is eigendom van de werkgever;
  - wisselende arbeidsomstandigheden en willekeur wegens het ontbreken van duidelijke criteria.
2. wetenschappelijke bedrijfsvoering (ca. 1910, Bijvoorbeeld: Ford). Deze tijd kenmerkt zich door:
  - ver doorgevoerde taaksplitsing;
  - scheiding van uitvoerende en beheersmatige werkzaamheden;
  - wetenschappelijk berekende werkmethodes;
  - veel controle van bovenaf;
  - werknemer wordt gezien als verlengstuk van de machine;
  - hard werken, maar minder willekeur door de komst van de (machine)bureaucratie.
3. human relations (ca. 1945). Deze tijd kenmerkt zich door:
  - men ontdekte het belang van de sociale relaties tussen mensen;
  - geef de werknemer aandacht;
  - erkenning van informele relaties en groepen;
  - mensen werken niet alleen maar voor geld.
4. revisionisme (ca. 1950). Er wordt evenwicht gezocht tussen de humanrelationsstroming en de wetenschappelijke-bedrijfsvoeringsmethode. Deze tijd kenmerkt zich door:
  - aandacht voor alternatieve vormen van arbeidsindeling/ werkstructurering;
  - scheiding tussen denken en doen vervalt;
  - alles wat met personeel te maken heeft komt bij personeelszaken terecht;
  - meer aandacht voor medezeggenschap;
  - het besef dat personeelsbeleid belangrijk is.
5. institutionalisme (ca. 1970). Deze tijd kenmerkt zich door:
  - economische groei;
  - bedrijven worden instituten (multinationals);
  - maatschappelijke verantwoording;
  - sterke medezeggenschap;
  - hippies (afzetten tegen de wereld).
6. contigentiefase (ca. 1980). Deze tijd kenmerkt zich door:
  - economische crisis;
  - flexibiliteit: snel inspelen op veranderingen (tijdelijk dienstverband + flexwerkers).
7. humanresourcesmanagement (vanaf de jaren 90). Deze tijd kenmerkt zich door:
  - personeelsbeleid terug naar de lijn (managers/teamleiders).

In velerlei opzichten lopen de ontwikkelingen in Nederland en België achter op eerder geïndustrialiseerde landen zoals de Verenigde Staten en het Verenigd Koninkrijk. Dat betekent dat sommige ideeën die daar werden geboren, met enige vertraging in Nederland en België invoering vonden.
Vóór circa 1870 is er eigenlijk geen sprake van personeelsbeleid. In de periode vóór 1870 vond arbeid in Nederland en België voornamelijk plaats in kleinschalige productiebedrijven of thuis. Deze arbeid was voornamelijk ambachtelijk van aard. Kenmerken van deze arbeidsrelatie waren:
- De werknemer kent een grote mate van autonomie in zijn werk;
- De werknemer kan zelf zijn werkmethoden bepalen;
- De werknemer beheerst het productieproces in zijn totaliteit;
- De relatie werkgever-werknemer heeft een meester-gezelkarakter:
  - De meester neemt de volledige verantwoordelijkheid voor zijn ondergeschikte;
  - De gezel onderschikt zich volledig;
  - De relatie wordt beheerst door traditionele normen, zonder dat deze van buitenaf afgedwongen worden.

## Aandachtsgebieden
Aandachtsgebieden van personeelsbeleid zijn onder andere:
- Instroom van personeel (werving en selectie)
- Uitstroom van personeel (ontslag)

- Functiemanagement (functiebeschrijvingen, functiewaardering)
- Ontwikkeling van personeel (o.a. functioneringsgesprekken, personeelsbeoordeling, opleidingen, competentiemanagement)
- Kaderontwikkeling
- Beloningsbeleid en arbeidsvoorwaardenbeleid
- Arbeidsomstandigheden
- Verzuimbegeleiding en gezondheidsbeleid